# Ángel Vallecillo
Ángel Vallecillo (Valladolid, 1968) es un escritor, fotógrafo y guionista español. Ganador del Premio Miguel Delibes de literatura en 2006 y del Premio de la Crítica de Castilla y León en 2018.

## Cuentos
En 1994 publicó su primera obra literaria, Relatos histéricos, un libro de cuentos autopublicado, que tuvo poca repercusión. 
Fue seleccionado para la antología Cuentos pendientes, cuarenta y tres voces del cuento castellano y leonés del siglo XXI. Selección y prólogo de José Ignacio García García. Castilla Ediciones, 2021.

## Novelas
Su primera novela apareció en 1998, Los comedores de tierra (Colegio Oficial de Aparejadores de Valladolid), en la que se percibe la influencia del estilo de Miguel Delibes. En 2002 se publicó su segunda novela, ya en una editorial comercial. Se tituló La sombra de una sombra (Difácil Editores, 2002) y mantiene rastos estilísticos y argumentales con la novela anterior (ambientación rural durante los años de la posguerra, tras la Guerra Civil Española de 1936-1939), si bien en este caso hay una trama policiaca. En 2005 publicó Colapsos (Difácil), en la que cambia radicalmente de estilo y de registro. Trata sobre un mundo futuro y distópico en el que se describe un colapso económico mundial. Con esta novela ganó el Premio Miguel Delibes y fue elegido para representar a España en el Festival de Autores Noveles de Kiel, Alemania. En 2008 publicó Hay un millón de razas (Difácil), también de género apocalíptico, donde se describe las acciones de unos terroristas ecologistas. 
En 2014 publicó 9 horas para morir (Aguere/Idea ediciones), un monólogo interior sobre las nueve horas anteriores de una persona antes de suicidarse, y también Bang Bang, Wilco Wallace (Difácil), ambientada en la década de 1950, con un tono de western, en el que el protagonista tiene que demostrar su inocencia de dos delitos de los que le acusan, un robo u una violación. En 2017 publicó Akúside (Difácil), una novela sobre el nacionalismo, de tono desgarrador, que mereció (ex aequo con José Luis Cancho) el Premio de la Crítica de Castilla y León en 2018.. En 2022 publica Hambrientos y cobardes (Pez de Plata), novela negra distópica.

## Obra

### Obra en colaboración
- Junto al fotógrafo submarino Sergio Hanquet ha publicado numerosos artículos para revistas y han realizado el corto Ballenas en libertad. Juntos publicaron en 2002 el libro Mar Atlante.
- Junto a Rafa Herrero realiza en 2009 la película documental Mar de nadie.  Al igual que el libro Mar Atlante, trata de describir el mar desde distintas perspectivas.

### Obra en solitario (literatura)

#### Relatos y cuentos
- Relatos histéricos. Autopublicado, 1994.
- Sospechosos habituales (Antología). Difácil, 2013.
- Cuentos pendientes, cuarenta y tres voces del cuento castellano y leonés del siglo XXI (Antología). Castilla Ediciones, 2021.

#### Novelas
- Los comedores de tierra. Colegio Oficial de Aparejadores de Valladolid, 1998.
- La sombra de una sombra. Difácil, 2002.
- Colapsos. Difácil, 2005.
- Hay un millón de razas. Difácil, 2008.
- 9 horas para morir. Idea / Aguere, 2013.
- Bang Bang Wilco Wallace. Difácil, 2014.
- Akúside. Difácil, 2017.
- Hambrientos y cobardes. Pez de Plata, 2020.

## Premios
- Premio Miguel Delibes de Literatura 2006 -concedido por la revista "Juan de Baños", el grupo artístico "Sarmiento y la Obra Cultural del BBVA- por Colapsos.

| Predecesor: José Manuel de la Huerga | Premio de la Crítica de Castilla y León 2018 | Sucesor: Tomás Sánchez Santiago |